# Плёмёр-Готье
Плёмёр-Готье́ (фр. Pleumeur-Gautier, брет. Pleuveur-Gaoter) — коммуна во Франции, находится в регионе Бретань. Департамент — Кот-д’Армор. Входит в состав кантона Трегье. Округ коммуны — Ланьон.
Код INSEE коммуны — 22199.

## География
Коммуна расположена приблизительно в 410 км к западу от Парижа, в 135 км северо-западнее Ренна, в 45 км к северо-западу от Сен-Бриё.

## Население
Население коммуны на 2016 год составляло 1 233 человека.
| 1962 | 1968 | 1975 | 1982 | 1990 | 1999 | 2008 | 2016 |
| ---- | ---- | ---- | ---- | ---- | ---- | ---- | ---- |
| 1364 | 1391 | 1250 | 1161 | 1171 | 1140 | 1139 | 1233 |

## Администрация
| Период | Период | Фамилия          | Партия                  | Примечания                       |
| ------ | ------ | ---------------- | ----------------------- | -------------------------------- |
| 1989   | 2001   | Ив Резон         |                         | сельскохозяйственный рабочий     |
| 2001   |        | Пьеррик Гуроннек | Социалистическая партия | фермер, член совета департамента |

## Экономика
В 2007 году среди 685 человек в трудоспособном возрасте (15—64 лет) 487 были экономически активными, 198 — неактивными (показатель активности — 71,1 %, в 1999 году было 61,7 %). Из 487 активных работали 464 человека (251 мужчина и 213 женщин), безработных было 23 (12 мужчин и 11 женщин). Среди 198 неактивных 59 человек были учениками или студентами, 76 — пенсионерами, 63 были неактивными по другим причинам.

## Достопримечательности
- Монументальный крест (1723 год). Исторический памятник с 1933 года[3]
- Монументальный крест (XVIII век). Исторический памятник с 1927 года[4]

## Фотогалерея

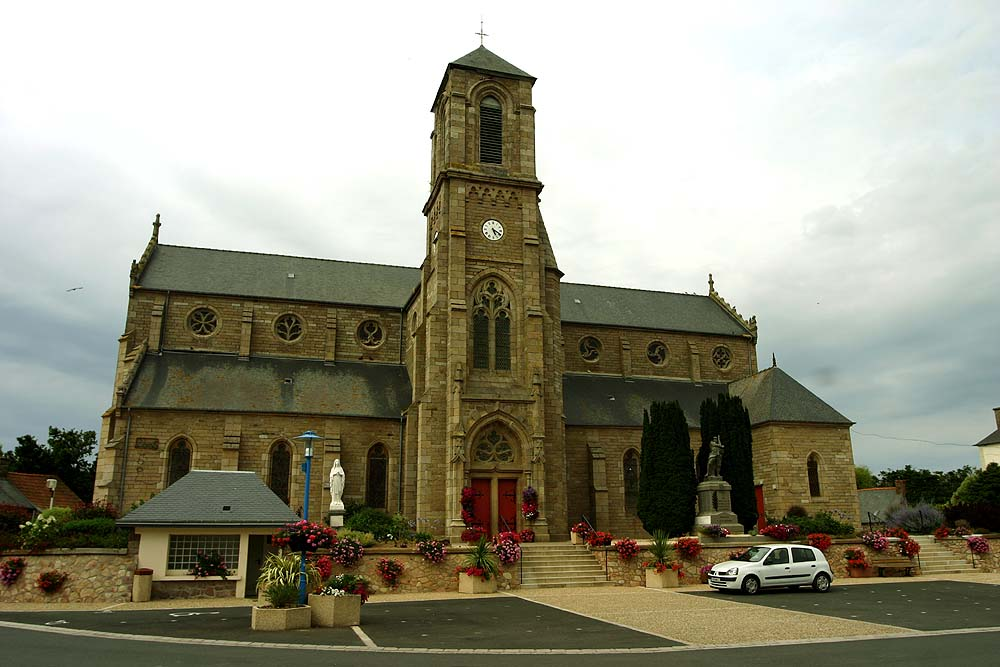
Церковь
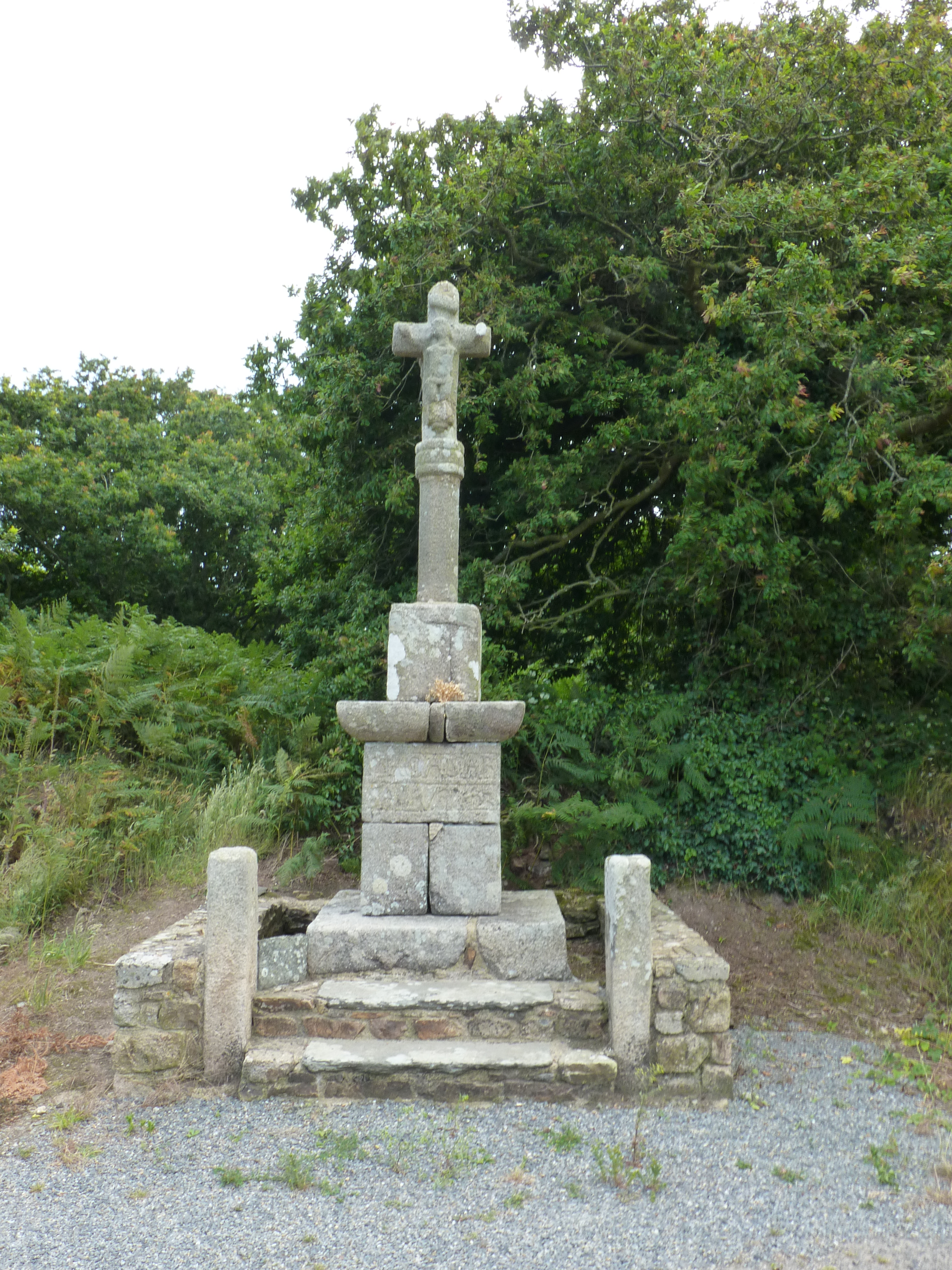
Монументальный крест (1723 год)
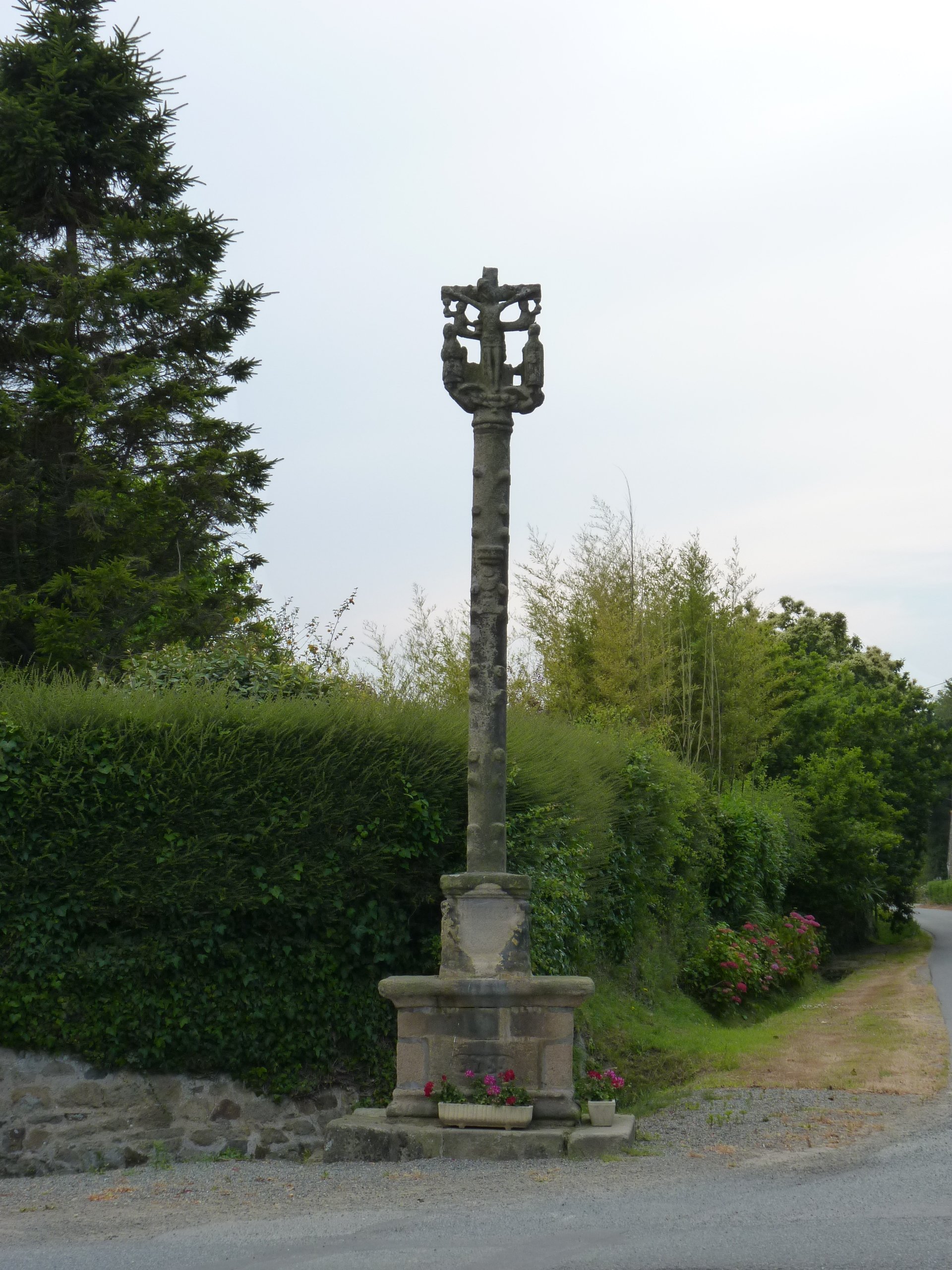
Монументальный крест (XVIII век)
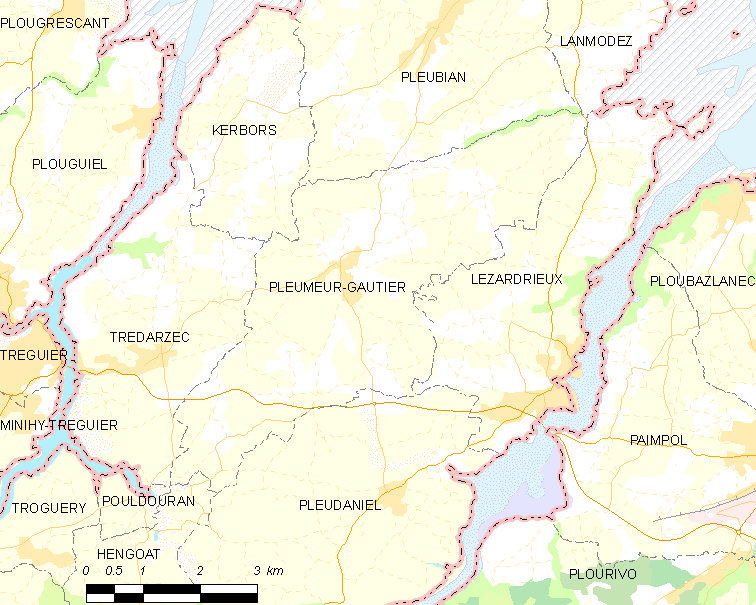
Карта коммуны